# Sabirli
Sabirli è un comune dell'Azerbaigian situato nel distretto di Şamaxı. Conta una popolazione di 380 abitanti.